# Quadrilatère bicentrique

Porisme de Poncelet pour les quadrilatères bicentriques ABCD et EFGH.

En géométrie euclidienne, un quadrilatère bicentrique est un quadrilatère convexe possédant à la fois un cercle inscrit (tangent à ses quatre côtés) et un cercle circonscrit (passant par ses quatre sommets). Il découle de cette définition que les quadrilatères bicentriques ont les propriétés des quadrilatères circonscriptibles et celles des quadrilatères inscriptibles. Les autres appellations de ces quadrilatères sont "quadrilatères tangents à la corde" et "quadrilatères inscrits et circonscrits". Ils sont aussi plus rarement appelés quadrilatères à double cercle ou quadrilatères à double inscription.
Si deux cercles, l'un dans l'autre, sont le cercle inscrit et le cercle circonscrit d'un quadrilatère bicentrique, alors chaque point du cercle circonscrit est le sommet d'un quadrilatère bicentrique ayant le même cercle inscrit et le même cercle circonscrit. Il s'agit d'un cas particulier du porisme de Poncelet, qui a été démontré par le mathématicien français Jean-Victor Poncelet (1788-1867).

## Cas particuliers

Un cerf-volant droit.

Des exemples de quadrilatères bicentriques sont donnés par les carrés (cas où les deux centres sont confondus), les cerfs-volants droits et les trapèzes circonscriptibles isocèles.

## Caractérisations

Un quadrilatère bicentrique ABCD et son quadrilatère de contact WXYZ

Un quadrilatère convexe ABCD de côtés a, b, c, d est bicentrique si et seulement si ses côtés opposés vérifient le théorème de Pitot pour les quadrilatères circonscriptibles et la propriété des quadrilatères inscriptible d'avoir des angles opposés supplémentaires ; soit,
{\displaystyle {\begin{cases}a+c=b+d\\{\widehat {A}}+{\widehat {C}}={\widehat {B}}+{\widehat {D}}=\pi .\end{cases}}}
Trois autres caractérisations concernent les points de contact du cercle inscrit avec les côtés. Si le cercle inscrit du quadrilatère circonscriptible ABCD est tangent aux côtés {\displaystyle [AB],[BC],[CD],[DA]} en W, X, Y, Z respectivement, alors ABCD est également inscriptible si et seulement si l'une des trois conditions suivantes est réalisée : 
- WY est perpendiculaire à XZ
- {\displaystyle {\frac {AW}{WB}}={\frac {DY}{YC}}}
- {\displaystyle {\frac {AC}{BD}}={\frac {AW+CY}{BX+DZ}}} (Théorème de Mowaffaq Hajja[4],[5]).

La première de ces trois conditions équivaut au fait que le quadrilatère de contact WXYZ soit orthodiagonal.
Si E, F, G, H sont respectivement les milieux de {\displaystyle [WX],[XY],[YZ],[ZW]}, alors le quadrilatère circonscriptible ABCD est aussi inscriptible si et seulement si le quadrilatère EFGH est un rectangle.
Selon une autre caractérisation, si I est le centre d'un quadrilatère circonscriptible et les prolongements des côtés opposés se coupent en J et K, le quadrilatère est aussi inscriptible si et seulement si l'angle {\displaystyle {\widehat {JIK}}} est droit.
Enfin, une autre condition nécessaire et suffisante pour qu'un quadrilatère circonscriptible ABCD soit inscriptible est que sa droite de Newton soit perpendiculaire à la droite de Newton de son quadrilatère de contact WXYZ . (La droite de Newton d'un quadrilatère est la droite passant par les milieux des diagonales.) 

## Construction

Un quadrilatère bicentrique ABCD avec le quadrilatère de contact WXYZ. Animation : voir ici

Il existe une méthode simple pour construire un quadrilatère bicentrique :
On commence par le cercle inscrit Cr  de centre I et de rayon r, puis on trace deux cordes perpendiculaires  [WY] et [XZ] de ce cercle. À leurs extrémités, on trace les tangentes a, b, c, d au cercle inscrit. Celles-ci se coupent en quatre points A, B, C, D, qui sont les sommets d'un quadrilatère bicentrique. Pour tracer le cercle circonscrit, on trace les deux médiatrices p1, p2 des côtés a, b du quadrilatère bicentrique, Elles se coupent au centre O du cercle circonscrit CR , à la distance x du centre I du cercle inscrit Cr . Le cercle circonscrit peut être tracé à partir de son centre O.
La validité de cette construction repose sur le fait que dans un quadrilatère circonscriptible ABCD, le quadrilatère de contact WXYZ a ses diagonales perpendiculaires si et seulement si le quadrilatère circonscriptible est aussi inscriptible,.

## Aire

### Formules d'aire en fonction de quatre paramètres
L'aire S d'un quadrilatère bicentrique peut être exprimée en fonction de quatre paramètres du quadrilatère de plusieurs manières différentes.
- Si les côtés sont de longueurs a, b, c, d, l'aire est donnée par[9],[10],[11]

{\displaystyle \displaystyle S={\sqrt {abcd}}.}
C'est un cas particulier de la formule de Brahmagupta. Cette formule peut également être obtenue directement à partir de la formule trigonométrique de l'aire d'un quadrilatère circonscriptible. Il faut remarquer que l'inverse n'est pas vrai : certains quadrilatères non bicentriques ont également une aire égale à √abcd. Le rectangle non carré constitue un exemple d'un tel quadrilatère.
- L'aire peut également être exprimée à partir des quatre distances des points de contact aux sommets e, f, g, h[13] :p.128 :

{\displaystyle S={\sqrt[{4}]{efgh}}(e+f+g+h).}
- Une autre formule pour l'aire du quadrilatère bicentrique ABCD de centre de cercle inscrit I est :

{\displaystyle S=AI\cdot CI+BI\cdot DI.}
- En fonction des longueurs k, l  des cordes joignant les points de contact et des longueurs p, q des diagonales, l'aire est donnée par[13]:p.129:

{\displaystyle S={\frac {klpq}{k^{2}+l^{2}}}.}
- Si  m, n sont les longueurs des bimédianes du quadrilatère et k, l définis précédemment, l'aire est

{\displaystyle S=\left|{\frac {m^{2}-n^{2}}{k^{2}-l^{2}}}\right|kl}
Cette formule ne peut pas être utilisée si le quadrilatère est un cerf-volant droit, le dénominateur étant nul dans ce cas.
- Si M, N sont les milieux des diagonales et E, F les points d'intersection des extensions des côtés opposés, l'aire est donnée par

{\displaystyle S={\frac {2MN\cdot EI\cdot FI}{EF}}}
où I est le centre du cercle inscrit.

### Formules en fonction de trois paramètres
L'aire d'un quadrilatère bicentrique peut être exprimée en fonction de deux côtés opposés et de l'angle θ entre les diagonales par 
{\displaystyle S=ac\tan {\frac {\theta }{2}}=bd\cot {\frac {\theta }{2}}.}
En fonction de deux angles adjacents et du rayon r du cercle inscrit, l'aire est donnée par 
{\displaystyle S=2r^{2}\left({\frac {1}{\sin {A}}}+{\frac {1}{\sin {B}}}\right).}
L'aire est donnée en fonction du rayon du cercle circonscrit R et de celui du cercle inscrit r par
{\displaystyle S=r(r+{\sqrt {4R^{2}+r^{2}}})\sin \theta }
où θ est l'un ou l'autre des angles entre les diagonales.
Si M, N sont les milieux des diagonales et E, F sont les points d'intersection des extensions des côtés opposés, alors l'aire peut également être exprimée par 
{\displaystyle S=2MN{\sqrt {EQ\cdot FQ}}}
où Q est le pied de la perpendiculaire à la droite (EF) passant par le centre du cercle inscrit.

### Inégalités
Si r et R sont respectivement le rayon du cercle inscrit et celui du cercle circonscrit, alors l'aire S vérifie les inégalités
{\displaystyle \displaystyle 4r^{2}\leqslant S\leqslant 2R^{2}.}
Il n'y a égalité de part et d'autre que si le quadrilatère est un carré.
Une autre inégalité pour l'aire est :p.39,#1203
{\displaystyle S\leqslant {\tfrac {4}{3}}r{\sqrt {4R^{2}+r^{2}}}}
Une inégalité similaire donnant une borne supérieure plus nette pour l'aire que la précédente est 
{\displaystyle S\leqslant r(r+{\sqrt {4R^{2}+r^{2}}})}
avec égalité si et seulement si le quadrilatère est un cerf-volant droit.
De plus, notant p le demi-périmètre:p.39,#1203 :
{\displaystyle 2{\sqrt {S}}\leqslant p\leqslant r+{\sqrt {r^{2}+4R^{2}}};}
{\displaystyle 6S\leqslant ab+ac+ad+bc+bd+cd\leqslant 4r^{2}+4R^{2}+4r{\sqrt {r^{2}+4R^{2}}};}:p.39,#1203
{\displaystyle 4Sr^{2}\leqslant abcd\leqslant {\frac {16}{9}}r^{2}(r^{2}+4R^{2}).}

## Formules d'angles
Si a, b, c, d sont respectivement les longueurs des côtés {\displaystyle [AB],[BC],[CD],[DA]} d'un quadrilatère bicentrique ABCD, ses angles aux sommets s'expriment à l'aide de la fonction tangente : 
{\displaystyle {\begin{aligned}\tan {\frac {A}{2}}&=\cot {\frac {C}{2}}={\sqrt {\frac {bc}{ad}}},\\\tan {\frac {B}{2}}&=\cot {\frac {D}{2}}={\sqrt {\frac {cd}{ab}}}.\end{aligned}}}
En utilisant les mêmes notations, à l'aide des fonctions sinus et cosinus, on obtient : 
{\displaystyle {\begin{aligned}\sin {\frac {A}{2}}&=\cos {\frac {C}{2}}={\sqrt {\frac {bc}{ad+bc}}},\\\cos {\frac {A}{2}}&=\sin {\frac {C}{2}}={\sqrt {\frac {ad}{ad+bc}}},\\\sin {\frac {B}{2}}&=\cos {\frac {D}{2}}={\sqrt {\frac {cd}{ab+cd}}},\\\cos {\frac {B}{2}}&=\sin {\frac {D}{2}}={\sqrt {\frac {ab}{ab+cd}}}.\end{aligned}}}
L'angle θ entre les diagonales peut être calculé à partir de
{\displaystyle \displaystyle \tan {\frac {\theta }{2}}={\sqrt {\frac {bd}{ac}}}.}

## Rayon des cercles inscrit et circonscrit
Le rayon du cercle inscrit r d'un quadrilatère bicentrique est déterminé par les côtés a, b, c, d par
{\displaystyle \displaystyle r={\frac {\sqrt {abcd}}{a+c}}={\frac {\sqrt {abcd}}{b+d}}.}
Le rayon du cercle circonscrit R est donné comme un cas particulier de la formule de Parameshvara:
{\displaystyle \displaystyle R={\frac {1}{4}}{\sqrt {\frac {(ab+cd)(ac+bd)(ad+bc)}{abcd}}}.}
Le rayon du cercle inscrit peut également être exprimé en fonction des quatre distances des points de contact aux sommets e, f, g, h par :p. 41
{\displaystyle \displaystyle r={\sqrt {eg}}={\sqrt {fh}}.}
Ces deux formules sont en fait des conditions nécessaires et suffisantes pour qu'un quadrilatère circonscriptible de rayon r soit inscriptible.
Les quatre côtés a, b, c, d d'un quadrilatère bicentrique sont les quatre solutions de l'équation de degré 4
{\displaystyle y^{4}-2sy^{3}+(p^{2}+2r^{2}+2r{\sqrt {4R^{2}+r^{2}}})y^{2}-2rp({\sqrt {4R^{2}+r^{2}}}+r)y+r^{2}p^{2}=0}
où p est le demi-périmètre, et r et R sont respectivement les rayons des cercles inscrit et circonscrit :p. 754.
S'il existe un quadrilatère bicentrique de rayon r dont les quatre distances des points de contact aux sommets sont e, f, g, h, alors il existe un quadrilatère bicentrique de rayon rv dont les distances de contact sont ev, fv, gv, hv où v est un nombre réel quelconque:pp.9–10.
Un quadrilatère bicentrique a un rayon de cercle inscrit plus grand que tout autre quadrilatère circonscriptible ayant la même suite de longueurs de côtés:pp.392–393.

### Inégalités
Le rayon du cercle circonscrit R et celui du cercle inscrit r satisfont à l'inégalité
{\displaystyle R\geqslant {\sqrt {2}}r}
qui a été prouvé par L. Fejes Tóth en 1948. L'égalité n'est atteinte que lorsque les deux cercles sont concentriques (ont le même centre), soit lorsque le quadrilatère est un carré. L'inégalité peut être prouvée de plusieurs manières différentes, l'une utilisant la double inégalité pour l'aire vue ci-dessus.
Une extension de l'inégalité précédente est :p. 141
{\displaystyle {\frac {r{\sqrt {2}}}{R}}\leqslant {\frac {1}{2}}\left(\sin {\frac {A}{2}}\cos {\frac {B}{2}}+\sin {\frac {B}{2}}\cos {\frac {C}{2}}+\sin {\frac {C}{2}}\cos {\frac {D}{2}}+\sin {\frac {D}{2}}\cos {\frac {A}{2}}\right)\leqslant 1}
où il y a égalité de chaque côté si et seulement si le quadrilatère est un carré. :p. 81
Le demi-périmètre p d'un quadrilatère bicentrique satisfait :p.13
{\displaystyle {\sqrt {8r\left({\sqrt {4R^{2}+r^{2}}}-r\right)}}\leqslant p\leqslant {\sqrt {4R^{2}+r^{2}}}+r}
De plus, :p.39,#1203
{\displaystyle 2pr^{2}\leqslant abc+abd+acd+bcd\leqslant 2r(r+{\sqrt {r^{2}+4R^{2}}})^{2}}
et:p.62,#1599
{\displaystyle abc+abd+acd+bcd\leqslant 2{\sqrt {S}}(S+2R^{2}).}

## Distance entre les centres du cercle inscrit et du cercle circonscrit

Un quadrilatère bicentrique ABCD de centre du cercle inscrit I et de centre du cercle circonscrit O.

### Théorème de Fuss
Le théorème de Fuss donne une relation entre le rayon du cercle inscrit r, le rayon du cercle circonscrit R et la distance x entre le centre du cercle inscrit I et le centre du cercle circonscrit O, pour tout quadrilatère bicentrique. La relation de Fuss est,,
{\displaystyle {\frac {1}{(R-x)^{2}}}+{\frac {1}{(R+x)^{2}}}={\frac {1}{r^{2}}},}
ou de manière équivalente
{\displaystyle \displaystyle 2r^{2}(R^{2}+x^{2})=(R^{2}-x^{2})^{2}},
ou encore {\displaystyle (R+r+x)(R+r-x)(R-r+x)(R-r-x)=r^{4}}.
Elle a été établie par Nicolas Fuss (1755–1826) en 1792. La résolution en x donne
{\displaystyle x={\sqrt {R^{2}+r^{2}-r{\sqrt {4R^{2}+r^{2}}}}}.}
Par exemple, pour {\displaystyle R/r=2}, {\displaystyle x/r={\sqrt {5-{\sqrt {17}}}}\approx 0,93}.
La relation de Fuss, qui est l'analogue de la relation d'Euler dans le triangle pour le quadrilatère bicentrique, dit que si un quadrilatère est bicentrique, ses deux cercles associés sont liés par cette relation. En fait, la réciproque est également vraie : étant donné deux cercles (l'un dans l'autre) de rayons R et r et de distance x entre leurs centres satisfaisant la condition du théorème de Fuss, il existe un quadrilatère convexe inscrit dans l'un d'eux et tangent à l'autre (puis, par le grand théorème de Poncelet, il en existe une infinité).
Il existe des relations similaires pour les polygones bicentriques quelconques.
Écrire {\displaystyle x^{2}\geqslant 0} dans l'expression de la relation de Fuss est une autre façon d'obtenir l'inégalité mentionnée ci-dessus {\displaystyle R\geqslant {\sqrt {2}}r.} Une généralisation est :p.5
{\displaystyle 2r^{2}+x^{2}\leqslant R^{2}\leqslant 2r^{2}+x^{2}+2rx.}

### Identité de Carlitz
Une autre formule pour la distance x entre les centres du cercle inscrit et du cercle circonscrit est due au mathématicien américain Leonard Carlitz (1907–1999). Il obtient que
{\displaystyle \displaystyle x^{2}=R^{2}-2Rr\cdot \mu }
avec
{\displaystyle \displaystyle \mu ={\sqrt {\frac {(ab+cd)(ad+bc)}{(a+c)^{2}(ac+bd)}}}={\sqrt {\frac {(ab+cd)(ad+bc)}{(b+d)^{2}(ac+bd)}}}}
où a, b, c, d sont les longueurs des côtés du quadrilatère bicentrique.

### Inégalités
Les longueurs e, f, g, h vérifient les inégalités suivantes :p.3:
{\displaystyle 4r\leqslant e+f+g+h\leqslant 4r\cdot {\frac {R^{2}+x^{2}}{R^{2}-x^{2}}}}
et
{\displaystyle 4r^{2}\leqslant e^{2}+f^{2}+g^{2}+h^{2}\leqslant 4(R^{2}+x^{2}-r^{2})}
Les longueurs des côtés a, b, c, d vérifient les inégalités :p.5 :
{\displaystyle 8r\leqslant a+b+c+d\leqslant 8r\cdot {\frac {R^{2}+x^{2}}{R^{2}-x^{2}}}}
et
{\displaystyle 4(R^{2}-x^{2}+2r^{2})\leqslant a^{2}+b^{2}+c^{2}+d^{2}\leqslant 4(3R^{2}-2r^{2}).}

## Autres propriétés du centre du cercle inscrit
Le centre du cercle circonscrit, le centre du centre inscrit et le point d'intersection des diagonales d'un quadrilatère bicentrique sont alignés.
On a l'égalité suivante reliant les quatre distances entre le centre I et les sommets d'un quadrilatère bicentrique ABCD :
{\displaystyle {\frac {1}{AI^{2}}}+{\frac {1}{CI^{2}}}={\frac {1}{BI^{2}}}+{\frac {1}{DI^{2}}}={\frac {1}{r^{2}}}}
Si P est le point d'intersection des diagonales d'un quadrilatère bicentrique ABCD de centre I, alors
{\displaystyle {\frac {AP}{CP}}={\frac {AI^{2}}{CI^{2}}}.}
Une inégalité concernant les rayons du cercle inscrit r et celui du cercle circonscrit R dans un quadrilatère bicentrique ABCD est
{\displaystyle 4r^{2}\leqslant AI\cdot CI+BI\cdot DI\leqslant 2R^{2}}

## Propriétés des diagonales
Les longueurs des diagonales dans un quadrilatère bicentrique peuvent être exprimées en fonction des côtés ou des distances des points de contact aux sommets (formules valables respectivement dans un quadrilatère inscriptible et un quadrilatère circonscriptible).
Dans un quadrilatère bicentrique de diagonales de longueurs p, q, on a de plus l'identité suivante :
{\displaystyle \displaystyle {\frac {pq}{4r^{2}}}-{\frac {4R^{2}}{pq}}=1}
Cette égalité peut être réécrite en 
{\displaystyle r={\frac {pq}{2{\sqrt {pq+4R^{2}}}}}}
ou, en la résolvant comme une équation du second degré en le produit des diagonales, sous la forme
{\displaystyle pq=2r\left(r+{\sqrt {4R^{2}+r^{2}}}\right).}
Une inégalité pour le produit des diagonales p, q dans un quadrilatère bicentrique est.
{\displaystyle \displaystyle 8pq\leqslant (a+b+c+d)^{2}}
où a, b, c, d sont les longueurs des côtés. Cela a été prouvé par Murray S. Klamkin en 1967.

## Quatre centres de cercles inscrits sont cocycliques

Illustration du résultat de Zaslavsky

Dans un quadrilatère bicentrique  ABCD de centre de cercle circonscrit O, les centres des cercles inscrits dans les quatre triangles OAB, OBC, OCD, ODA sont cocycliques.